# Ян Цзянь
Ян Цзянь (кит. трад.: 楊堅; піньїнь: Yáng Jiān); 21 липня 541 —13 серпня 604) — перший імператор династії Суй, талановитий військовий діяч. Посмертне ім'я — Вень (кит. трад.: 文皇帝, 文帝; піньїнь: Wén).

## Біографія

### Молоді роки
Народився 21 липня 541 року у Чан'ані в родині місцевого аристократа Ян Чжун, який був доволі впливовим за династії північна Чжоу. У 555 році Ян Цзянь отримує титул князя Ченцзі. Позиції Ян Цзяня у державі ще більше зміцнилися після його одруження на доньці впливового генерала Дугу Сіня. Незабаром він узяв участь у військових походах держави Північна Чжоу проти царств Лян та Чень. У 568 році після смерті батька став також князем Суй. У 573 році видав свою доньку за представника роду Юйвень з династії Північна Чжоу (майбутнього Сюань-ді). Після того як останній у 578 році став новим володарем держави, вплив Ян Цзяня ще більше зріс. У 580 році він переконав Сюань-ді зректися трону на користь Цзін-ді. Проте вже у 581 році скинув останнього, оголосивши нову династію Суй. Незабаром він знищив усіх представників роду Юйвень.

### При владі
При сходжені на трон взяв ім'я Вень-ді. Того ж року переніс столицю у рідне місто Чан'ань, проте у 583 році переніс її до Дасіна (з кит. «Велике відродження»). Водночас у 581—582 роках здійснив походи проти царства Чень. Втім імператорові не вдалося його приборкати. У 583 році він приєднав до імперії державу Західна Лян. При цьому війська Суй почали активну експансію на захід проти кочівників, зокрема Ашини Шету. У 584 році останній визнав над собою владу Суй.
У 586 році Вень-ді стикнувся зі змовою своїх найближчих військовиків, втім йому вдалося придушити заколот. Після чого розпочав підготовку до війни з царством Чень
За військовими справами не забував про розбудову та заспокоєння країни. Дозволив існування буддизму та даосизму. Заснував численні буддистські монастирі. Багато зробив для налагодження економічного й політичного спокою. У 586 році за наказом Вень-ді розроблений і здійснений план спорудження Великого каналу, який з'єднав р. Хуанхе та інші річкові системи півночі країни з річками Хуайхе, Янцзи і з південними провінціями.
У 589 році Вень-ді рушив з великою потугою проти держави Чень. Під час запеклої війни імператору вдалося розбити ворога та приєднати цю країну до імперії. Нове об'єднання Китаю було завершено.
Після цих успіхів провів адміністративні, економічні та політичні реформи. Вень-ді прийняв нові правила з підбору чиновників, багато часу приділяв розвитку культури. Він вперше встановив основну адміністративну структуру подальших імперій — «три державні канцелярії і шість міністерств». Було також знижено податки, скасовано соляну і винну монополії скарбниці, стала карбуватися нова монета. Будучи прихильником буддизму, проте у державних справах наслідував принципам конфуціанства. Вень-ді став запрошувати на службу вчених, заклав основи інституту іспитів, успішна здача яких відкривала перспективу отримання посади чиновника для кожного жителя імперії. При цьому перестав враховуватися соціальний стан учасника іспитів.
Основним стає управління державними справами, що поділялося на відомства чинів, обрядів, військових справ, покарань, громадських робіт. Було створено цензорат, що слідкував за належним виконанням законів та імператорських приписів. Перед ним було проведено кодифікацію права. Створено збірку законів Суй, що складалася з 1735 статей. Чиновників поділено на 9 рангів, представник кожної з яких мав власну форму одягу, жалування (сплачувалося двічі на рік) та привілеї. Вперше Вень-ді встановив максимальний термін перебування на посаді — 3 роки, повторне призначення на ту ж саме посаду він заборонив.
Вень-ді також провів адміністративну реформу — територію імперії було поділено на 190 префектур. Тричі на рік 3 представники від кожної префектури повинні були прибувати до столиці на перевірку. Водночас скасовувалися привілеї аристократів у займанні найвищих посад у війську.
Він відкрив одну з найбільш процвітаючих ер аграрного суспільства в людській історії. За рахунок перерозподілу землі, поліпшенню податкового стану, застосування нових методів землеробства вдалося значно підвищити врожаї. Для запобігання у майбутньому проблем з нестачею харчів за наказом імператора було збудовано 5 великих зерносховищ, де скопичилося близько 176,2 млн кг зерна.
В період його правління територія Китаю значно розширилася. Вень-ді наказав відремонтувати Великий китайський мур. У степовій частині Азії Вень-ді вважався найвизначнішим китайським імператором, його називали «Святим каганом». Здійснив успішні походи проти кочовиків у сучасній Маньчжурії, до В'єтнаму, в Ордос та теперішню Монголію.
Наприкінці життя, поставив за мету підкорити корейську державу Когурьо. Вень-ді здійснив декілька походів, проте зазнав невдачі. Водночас став страждати на манію переслідування, внаслідок чого відсторонив від спадку 5 синів. Помер 13 серпня 604 року. Його посмертне ім'я тай-цзу.